# Gameren (kasteel)
Het kasteel Gameren stond in het Nederlandse dorp Gameren, provincie Gelderland. 

## Geschiedenis
De oudste vermelding van het kasteel in Gameren dateert uit 1534. Waarschijnlijk is het kasteel al in de 14e eeuw gesticht, zoals blijkt uit teruggevonden bakstenen en voorwerpen. Het kasteel komt niet in de leenboeken voor en zal dus vermoedelijk aan allodiaal goed zijn geweest, in tegenstelling tot de heerlijkheid Gameren die wel in de leenaktes wordt vermeld.
Elizabeth van Gameren was in de 14e eeuw met de heerlijkheid Gameren beleend en zij had naar verwachting het bijhorende kasteel dus in allodiaal eigendom. Zij trouwde met Willem van Heukelom, die vervolgens in 1363 door Gijsbrecht van Vianen met de heerlijkheid werd beleend.

### Pieck
Rond 1402 werd Gameren verkocht aan de familie Pieck. Toen in 1465 een oorlog uitbrak uit tussen hertog Arnold en zijn zoon Adolf, koos kasteeleigenaar Frank Pieck de kant van de hertog. Hierop werd hij door Adolf gevangen gezet, terwijl het kasteel werd verwoest. Na de strijd werd het kasteel weer opgebouwd.
In 1484 trouwde Jutta, de dochter van Frank Pieck, met Otto van Haeften. Hiermee gingen het kasteel en de heerlijkheid over op het geslacht Van Haeften.

### Van Haeften
In 1549 werd Dirck van Haeften beleend met het huis en de heerlijkheid. Hij kwam echter in 1566 in de problemen doordat hij was toegetreden tot het Verbond der Edelen. Dirck besloot in 1567 om zijn bezittingen in Gameren uit veiligheid alvast te verkopen aan zijn moeder Lucresia, maar desondanks werden zijn bezittingen in 1568 verbeurd verklaard door de Antwerpse rechtbank van de hertog van Alva. Dirck werd verbannen en vluchtte.
Inmiddels was de Tachtigjarige Oorlog begonnen. Dirck keerde in 1572 terug en nam met een legertje geuzen de stad Zaltbommel in. De Spanjaarden begonnen in 1574 met het beleg van Zaltbommel, waarbij onder andere het kasteel in Gameren door hen werd versterkt met schansen. Eind dat jaar gaven ze het beleg op, waarna Dirck aanbleef als gouverneur van de stad.
Toen Dirck in 1578 overleed, kwamen het kasteel en heerlijkheid Gameren weer in handen van zijn moeder Lucresia. De bezittingen werden opgesplitst en de heerlijkheid kwam via de zuster van Dirck terecht bij de familie Van IJsselstein. Zij verkochten de heerlijkheid in 1618 aan de familie Van Randwijck, die de heerlijkheid tot 1795 zou bezitten. Het kasteel was bij de splitsing in eigendom van de familie Van Haeften gebleven. De laatste kasteeleigenaar uit dit geslacht was Johan Walravensz van Haeften, die in 1671 het huis in handen kreeg. Hierna kwam het via vererving terecht bij de familie Van Balveren.

### Boerderij Het Slot

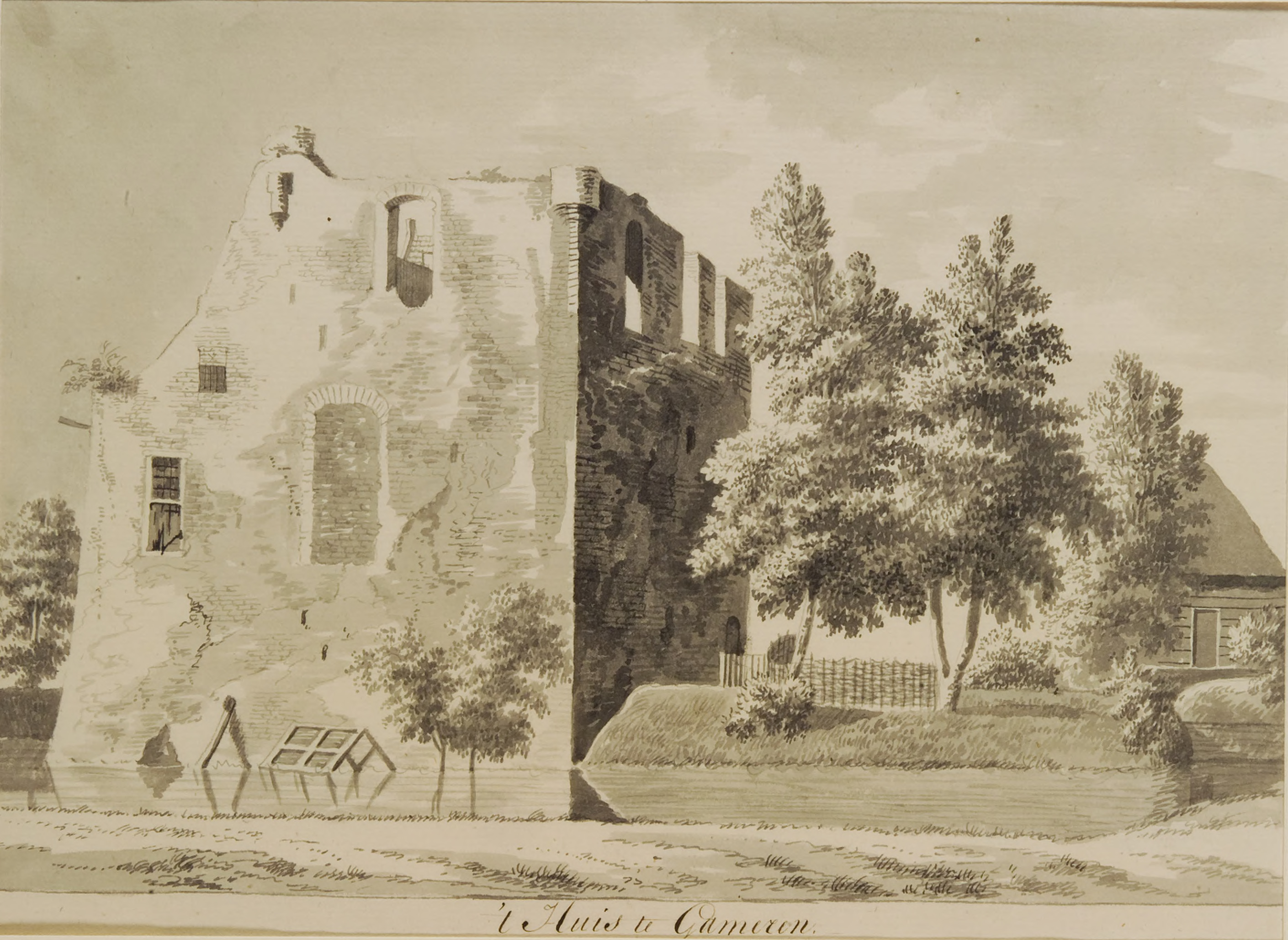
Het kasteel te Gameren begin 18e eeuw, in vervallen staat.

In 1650 was het kasteel in een vervallen toestand geraakt. In de 18e eeuw werd het kennelijk gerenoveerd, want een document uit 1741 vermeldt dat het huis weer voldoende hersteld was om als woning te kunnen dienen.
Uit de 19e eeuw zijn nog enkele eigenaren bekend, zoals landbouwer Antonie van Tuil in 1830 en Gerrit van de Werken in 1843. Het huis zelf brandde in 1853 af na een blikseminslag, maar het werd nadien weer herbouwd als boerderij. Deze hofstede kreeg de naam Het Slot.
In 1969 is boerderij Het Slot gesloopt en werden de restanten van de gracht gedempt, zodat er ruimte ontstond voor de bouw van een bejaardenhuis. In 2009 volgde er wederom nieuwbouw op het voormalige kasteelterrein.

## Beschrijving
Het omgrachte kasteelterrein had een afmeting van circa 90 bij 70 meter en bestond uit een voorburcht en hoofdburcht die door een gracht van elkaar waren gescheiden. Op een 18e-eeuwse tekening is een L-vormige onderkelderde hoofdburcht te zien, bestaande uit een hoofdgebouw en een lagere aanbouw. Op het kasteel zijn muurankers aangebracht die het jaar 1598 weergeven: deze wijzen waarschijnlijk op de herstelwerkzaamheden die nodig waren na de oorlogsschade uit 1574. Tot circa 1800 was er nog een poortgebouw aanwezig.
Na de blikseminslag van 1853 werd het huis herbouwd als een boerderij met de naam Het Slot. Dit gebouw is in 1969 gesloopt ten behoeve van de bouw van een bejaardenhuis. Van het middeleeuwse kasteel zijn twee kelders bewaard gebleven.
Aalst · Aardenburg · Acquoy · Aerdt · Agistaldaburg · Ahof · Aldenhaag · Aller · Ambe · Ammersoyen · Ampsen · Andelst · Angeroyen · Appelburg · Appelse walburg · Appeltern · Arler · Baak · Babberich · Baer · Baerle · Bakerbosch · Balgoij · Barlham · Batenburg · Beek · Beerenclaauw · Bemmel · Bevervoorde · Bergh · Biljoen · Bingerden · Blankenborg (Laren) · Blankenborg · Blauwe Huis · Blokhuis (Ravenswaaij) · Boelenham · Boetselaersborg · Borculo · Boswaai · Brakel · Den Brakel · Den Bramel · Bredevoort · Broekhuizen · Bronkhorst · Bruchem · Bruinhorst · Brunsberg · Bulkestein · Bunswaard · Burcht van Tiel · Buren · De Buurse · Byland · Byvanck · Caetshage · Camphuysen · De Cannenburch · de Cloese · Coldenhove · Culemborg · Dedinckweerd · Delwijnen · Didam · Diepenbroek · Hof te Dieren · Huis Dijck · Dikke Tinne · Doddendaal · Dodewaard · Doornenburg · Doornik · Doorwerth · Dooyenburg · Dorth · Doseburg · Drakenburg · Dreumel · Druten · Duivelshuis · Eerbeek · De Ehze · Elburg · Eldrik · Emmerik · Engelenburg · Groot Engelenburg · Engelrode · Enghuizen · Enspijk · De Essenburgh · Essenpas · Est · Fokkinck · Gameren · Geerestein · Geldermalsen · De Gelderse Toren · Geldersweerd · Gellicum · Gendt · Gennepestein · Glindhorst · Goudenstein · ‘s-Grevenhoef · Groot Hell · Groenlo · Groesbeek · Huis te Groesbeek · Grunsfoort · Gulden Spijker · Hackfort · Hackforts Veenhuis · Hagen · Hagevoort · Hamerden · Hanepol · Harreveld · Harslo · Hassink · Het Haveke · Hedel · Heeckeren · De Heegh · Hees · De Heest · Hellouw · Hemmen · Hernen · Motte van Hernen · Heumen · Heusden · Hoekelum · Hoekenburg · De Hoeve · De Hof · Hof d'Ooy · Hof van Arkel · Huis het Holt · Holthuis · Het Holtslag · Ter Horst · Houberg · St. Hubertus · Huissen · Hulhuizen · Hulkestein · Hulsen · Hunneschans bij De Duno · Hunneschans bij Uddel · Jonker Bloo · 't Joppe · De Kamp · Karssenberg · Kemnade · Keppel · Kermestein · Kernhem · Kervel · Kiefskamp · De Kinkelenburg · Klein Enghuizen · Kleverburg · Kortenhoeve · Laag Helbergen · Lakenburg · Landfort · Langen · Latenstein · De Lathmer · Lathum · Ter Lede · Leegpoel · Leemcuyl · Leeuwen · Leeuwenbergh · Lensenburg · Lent · Leur · Leuvenum · Leyenburg · Lichtenvoorde · Lievenstein · Loenen · Loevestein · Loil · Loowaard · Luynhorst · Hof te Maasbommel · Magerhorst · Malburgen · Malderburcht · Malsen · Manhorst · Marhulsen · De Marsch · Marveld · Mathena · Maurik · Medel · Medestein · 't Medler · Meinerswijk · De Mellard · Mensink · Mergelp · Meteren · 't Meyerink · Middachten · Millingen · Mussenberg · Nagelhorst · Nederhagen · Nederhemert · Neerijnen · Huis Neerijnen · De Nesch · Nettelhorst · Nieuwe Blokhuis ·  Nijburg · Nijenbeek · Old Putten · Notenstein · Nye Huis · Olde Spijker · Oldenaller · Oldenhof (Driel) · Oldenhof (Heteren) · De Ooij · Oolde · Oud Oolde · Oosterhout · Ophemert · Opijnen · Oud Ampsen · Oude Blokhuis · Het Oude Loo · Oude Voorst · Oudenborch · Oud-Wisch · Huis te Overasselt · Overeng · Overhagen · Overlaar · 't Oye · Palmestein · De Parck · Persingen · Plekenpol · Ploen · Pluimenburg · Poederoijen · Poelwijck · Poelwijk · De Pol (Dreumel) · Huis de Poll (Huis te Gietelo) · De Poll (Huissen) · Pollenbering · Pollenstein · Puttenstein · Het Raasink · Ravenhorst · De Rees · Ressen · Reuversweerd · Reygersfoort · Rhijnestein · Huis Rijswijk · Rode Toren · Roode Wald · Rosande · Rosendael · Rossum · Rumpt · Ruurlo · Rijsselt · Schadewijk · Schaffelaar · Scherpenzeel · Schoonbroek · Schoonderbeek · Schoonenburg · Schuilenburg · Schuilkerke · Hof te Seelbeek · Sevenaer I · Sevenaer II · Sinderen (Oude IJsselstreek) · Sinderen (Voorst) · Slangenburg · Sleeburg · Slimsijp · De Snor · Soelen · Spaansweerd · Spaldorp · Spijk · Staverden · Sterkenburg · Swanepol · Tarthorst · Teisterbant (Kerk-Avezaath) · Teisterbant (Kerkdriel) · Ter Dicke · Tolhuis · Tolhuis (Tiel) · Tollenburg · Tongerlo · Toren van Wely · Tuil · Ubbergen · Uilenburg (Ewijk) · Uilenburg (Heteren) · Ulenpas · Ulft · Upladen · Valburg · Valkhofburcht · Valkhofpalts · Vanenburg · Varik · Hof te Varsseveld · 't Velde · Velhorst · Verwolde · Vierakker · De Voorst · Voorstonden · Vorden · Vosbergen · Vredenburg · Vredestein (Driel) · Vredestein (Ravenswaaij) · Vuren · Waardenburg · Waddestein · Wadenoijen · Waede · Wageningen · Walfort · 't Waliën · De Wardt · Watergoor · Watermeerwijk · Wayenstein (Huis te Herwijnen) · Well (Huis van Malsen) · Weijenrade · Westenburg · Westerholt · Weurt · De Wiersse · Wijenburg (Echteld) · De Wildenborch · De Wildt · Wilp · Wilperhorst · Winssen · Wisch · Wychen · Wolfswaard · Woolbeek · Yrst · IJzendoorn · Zeeland · Zilveren Spijker · Zuilichem · Zwaluwenburg · Zwanenburg (Heerde) · Zwanenburg (Megchelen)